# Karadere-Talsperre
Die Karadere-Talsperre (türkisch Karadere Barajı) befindet sich 13 km nordwestlich der Stadt Taşköprü im Osten der türkischen Provinz Kastamonu.
Die Karadere-Talsperre wurde in den Jahren von 1993 bis 2007 am Karadere Deresi, einem linken Nebenfluss des Gökırmak, errichtet.
Die Talsperre dient der Bewässerung einer Fläche von 6100 ha. 
Das Absperrbauwerk ist ein 70 m hoher Erdschüttdamm. 
Das Dammvolumen beträgt 3.265.000 m³.
Der 2,9 km lange Stausee bedeckt bei Normalstau eine Fläche von 1,01 km². 
Das Speichervolumen beträgt 26 Mio. m³.